# Cerro al Volturno
Cerro al Volturno (Cièrrë in molisano) è un comune italiano di 1 102 abitanti della provincia di Isernia in Molise.

## Geografia fisica
Il comune è chiamato anche semplicemente Cerro per via del suo territorio ricco di boschi di querce, tra le quali spicca il Quercus cerris.

### Clima
Il clima è prevalentemente di tipo appenninico: autunno fresco e piovoso, inverno freddo e nevoso ed estate mite.

## Storia

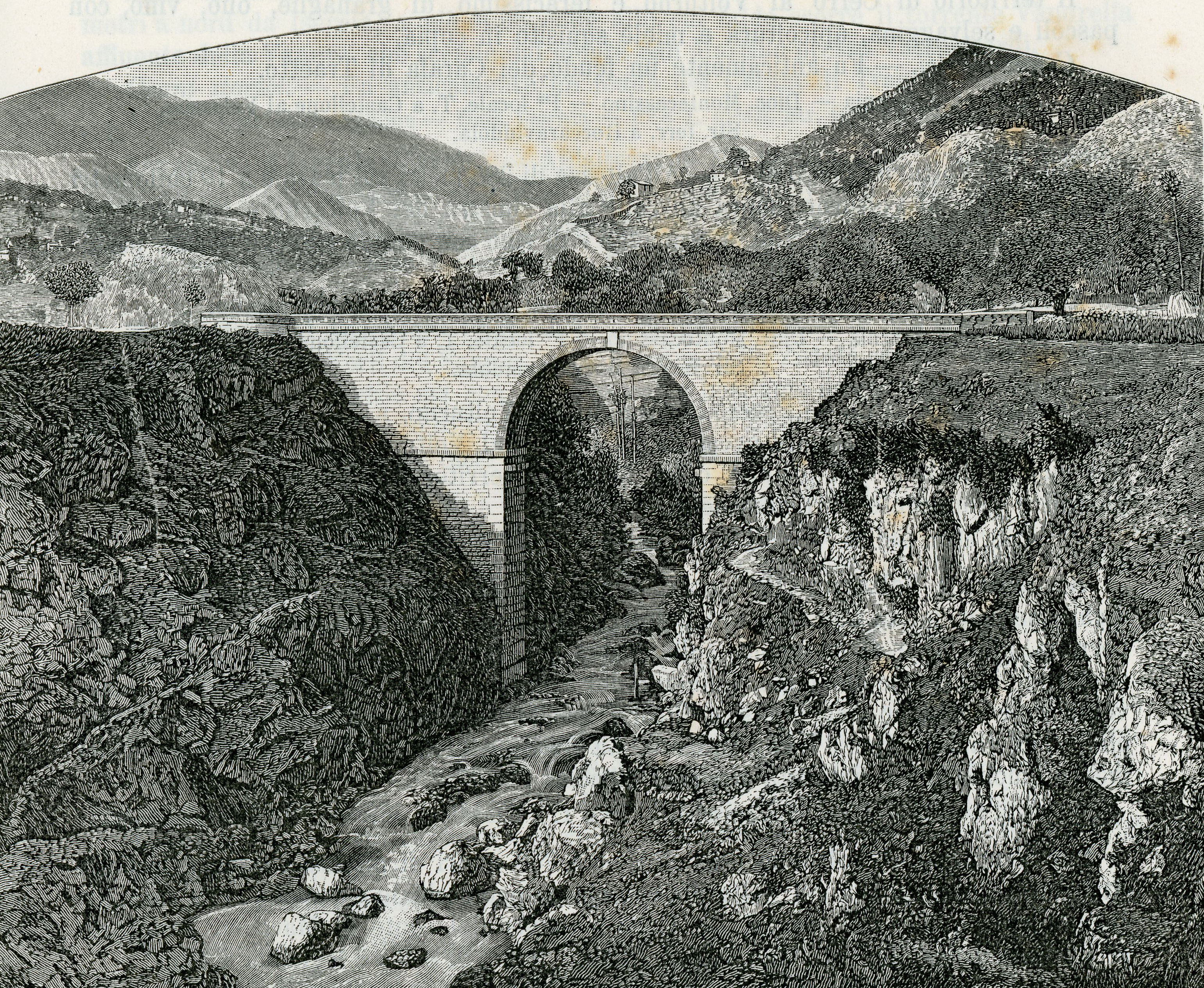
Il ponte sul Volturno, dintorni di Cerro, da una xilografia del 1898

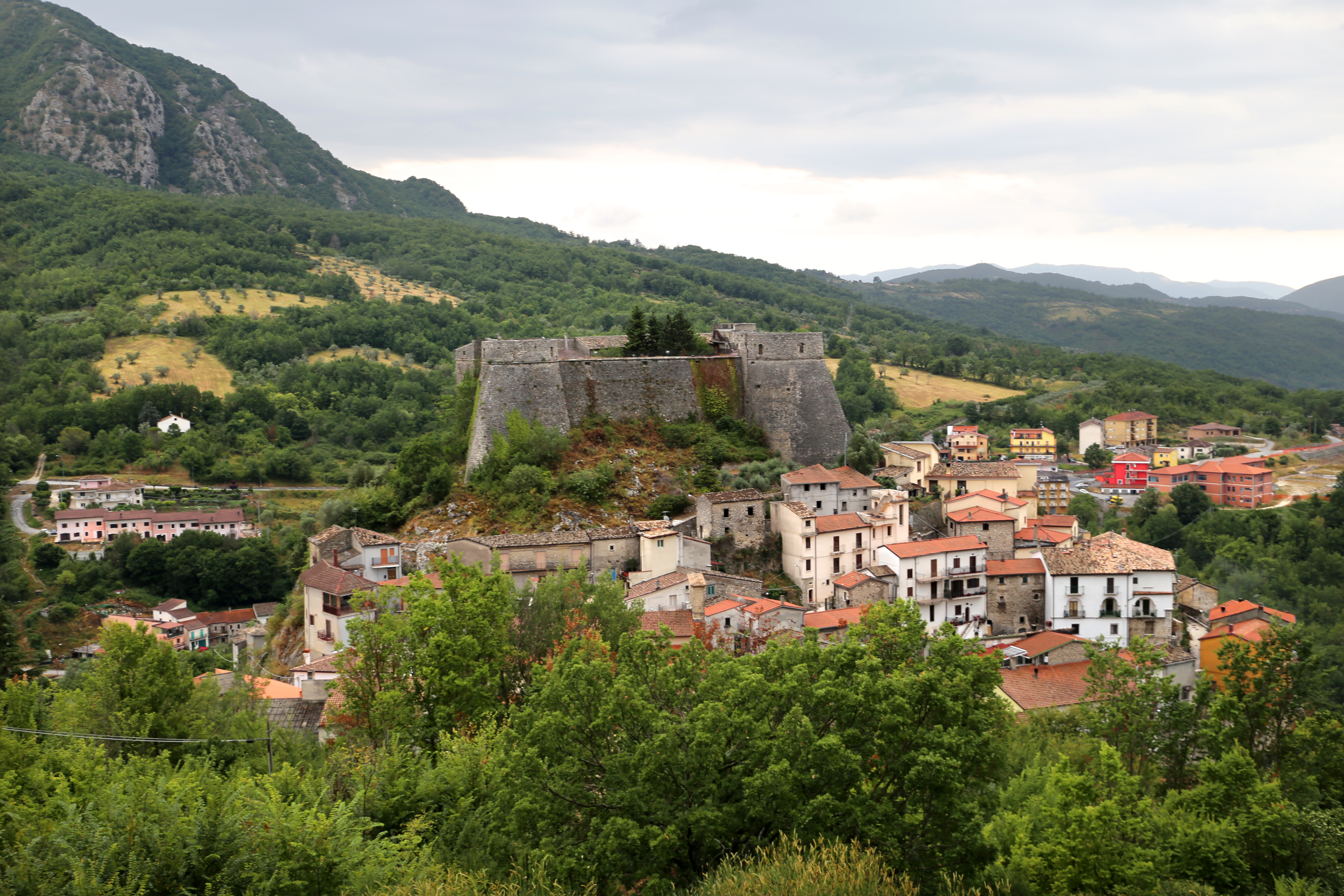
Veduta di Cerro e del castello

Il paese fu di fondazione dei Sanniti (III secolo a.C.), di cui rimangono fortificazioni presso il monte Santa Croce. Nell'epoca medievale il colle del borgo attuale fu colonizzato da dei contadini (IX secolo), dato che il feudo dipendeva dalla vicina Abbazia di San Vincenzo al Volturno. L'origine della comunità vera e propria è legata all'influenza dell'abbazia di San Vincenzo al Volturno, uno dei cenobi benedettini più antichi del Regno di Napoli e della Terra di San Pietro, insieme a Montecassino e Farfa. Cerro esisteva già dall'899, come testimoniato nel Chronicon Vulturnense, quando Roffredo, abate di San Vincenzo condusse la prima colonia di contadini per coltivare le terre nel posto di Cerrum, dal nome degli alberi di quercia. Il castello normanno dell'XI secolo fu di proprietà in seguito della famiglia Filangieri, Borrello e Cantelmo di Popoli, sino al XV secolo, quando passò alla famiglia Pandone, che lo ristrutturò ampiamente. Nei secoli successivi il feudo fu di varie famiglie, inclusi i Carafa.
Nel 1811 il borgo passò alla Terra di Lavoro, e solo nel 1861 fu compreso di nuovo nel Molise, prima legato al territorio di Piedimonte Matese, e poi alla zona di Castellone Volturno, ossia Castel San Vincenzo. Dal 1970 fa parte della provincia di Isernia.

## Monumenti e luoghi d'interesse

Panorama di Cerro al Volturno

### Il castello Pandone
Nel territorio comunale sorge un castello denominato Pandone. Nasce intorno all'anno 1000 come un recinto per conservare prodotti alimentari, situato in cima ad una montagna che controlla la valle. Intorno al 1400 Federico Pandone decise di costruirvi sopra un castello, dandogli il proprio nome e la forma che conserva tutt'oggi. Nel corso dei secoli venne venduto ad altre famiglie che ne apportarono varie migliorie. Dal 1828 esso appartiene alla famiglia Lombardi. L'attuale conformazione la si deve alla famiglia Pandone di Venafro, che lo ebbe dal XV al XVI secolo; tra le modifiche ci sono le torri di guardia a scarpa, la costruzione delle bombardiere alla francese, ad apertura rettangolare che attraversano lo spessore delle mura nelle torri, sulle quali venivano posizionati i cannoni. L'impianto è rettangolare irregolare, con tre torri a scarpa, a pianta cilindrica superiormente, con le feritoie trasformate poi in finestre; la quarta torre è stata distrutta, e vi si trova la semplice angolatura del palazzo. L'interno del castello è stato varie volte trasformato dai proprietari; suggestiva è la stradina a gradini che collega il castello al paese. L'interno oggi ospita un albergo.
A testimonianza del valore artistico dell'edificio, il 22 settembre 1980 le Poste Italiane emisero un francobollo raffigurante il castello Pandone. Del valore nominale di 200 lire, il francobollo fa parte della raccolta nota come "Castelli d’Italia".

### Le chiese
Chiesa dei Santi Pietro e Paolo Apostolisi trova nella parte bassa del paese, fu eretta nel 1318 come testimonia l'iscrizione del portale, nei secoli subì rifacimenti, soprattutto all'interno, a navata unica, intonacato di bianco, con volta a botte lunettata, tipico dello stile neoclassico. Si conserva un altare in marmo policromo settecentesco, all'esterno invece da notare il campanile a torre in conci robusti di pietra di fiume, sovrastata da una cuspide piramidale quadrangolare. Una campana è datata 1300; la facciata a capanna, sempre in conci di fiume, si mostra semplice, con un oculo e un portale ad arco a tutto sesto, tipica realizzazione romanica.
Chiesa di Santa Maria Assunta o del Castellosi trova nella parte centrale dell'abitato, arrampicata verso il castello. Risale all'XI secolo, nel XV secolo fu restaurata, conserva un ambiente a navata unica, con delle pale d'altare seicentesche, due cippi funerari di epoca romana (III sec d.C.), il campanile esterno è a vela.

### Abbazia di San Vincenzo a Volturno
La chiesa si trova nella valle al confine con Castel San Vincenzo e Rocchetta al Volturno. Fu costruita nell'VIII secolo e rimodellata nel XIII secolo.

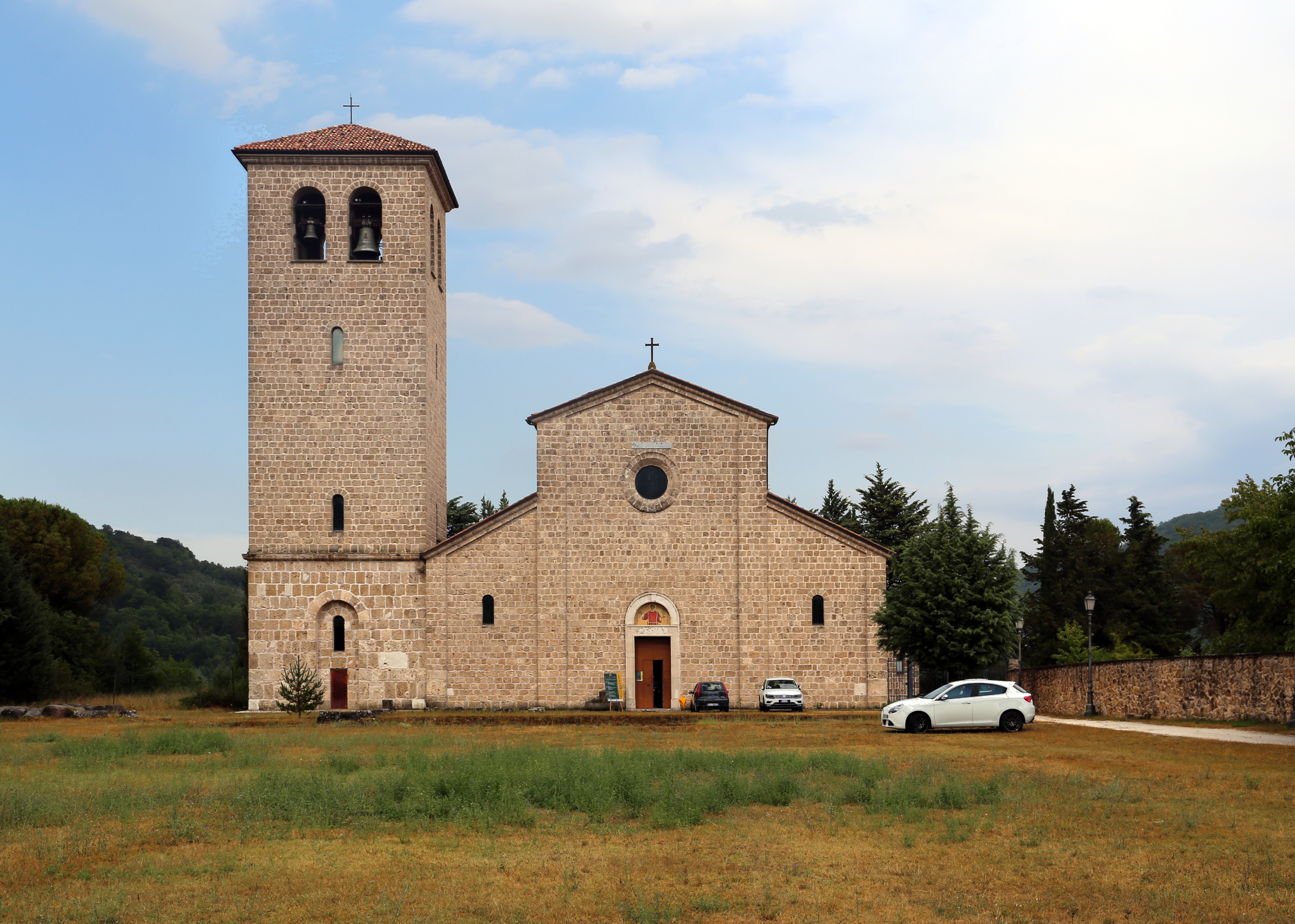
L'abbazia nuova

Il complesso si struttura in tre porzioni, la parte archeologica di San Vincenzo Maggiore, l'antica abbazia andata distrutta, la cripta del vescovo Epifanio adorna di affreschi d'epoca longobarda, e infine l'abbazia nuova del XIII secolo, quella attualmente funzionale, che si trova sull'altra sponda del Volturno. 
Così chiamata perché fondata fuori dall'area di San Vincenzo Maggiore nel XII secolo. Il Chronicon Vulturnense del monaco Giovanni, principale fonte delle vicence storiche del monastero, riporta le fasi di edificazione, consacrata da Pasquale II nel 1115. Viene descritta come un edificio a tre navate divise in due file di dodici colonne, preceduto da un atrio. I restauri e le ricostruzioni che il complesso ha subito nel secondo dopoguerra hanno modificato la fisionomia dei singoli edifici, al punto che oggi è difficile proporre delle ipotesi di ricostruzione. Il monastero fu costruito entro un recinto fortificato di cui sono visibili alcuni resti, insieme a quelli pertinenti ad una torre di difesa a sud-est.
All'opposto estremo di questo lato sono visibili resti di una torre di controllo a nord-ovest, e un muro di recinzione. La basilica appare oggi nella forma accolta in seguito alle ricostruzioni degli anni '60, e proprio davanti all'ingresso si trovano delle tracce dell'atrio, scoperto con gli scavi degli anni '90.

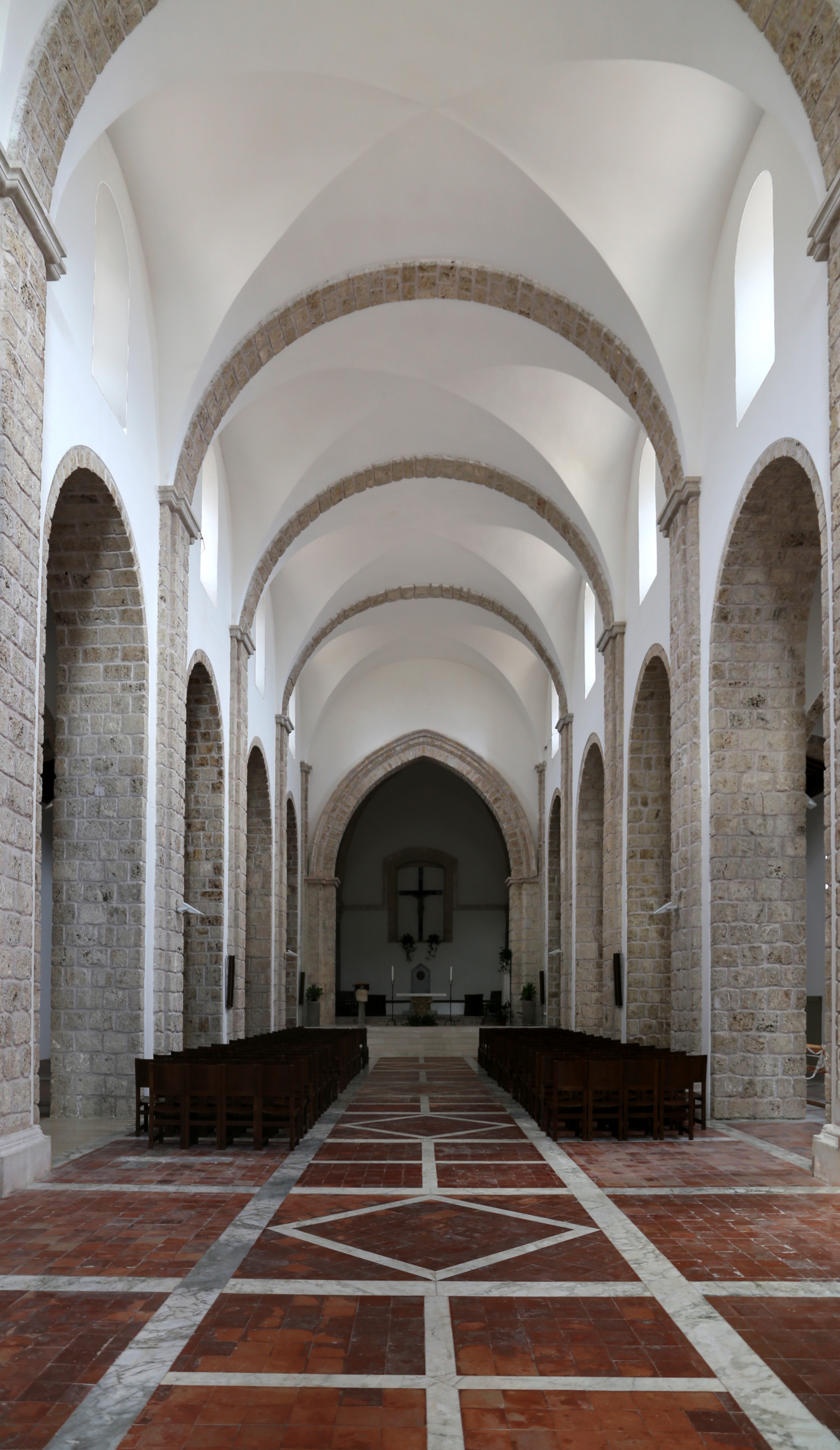
Interno dell'abbazia nuova

L'abbazia ha pianta longitudinale rettangolare con la facciata a salienti, scandita da contrafforti, che delimitano anche il punto di divisione interno da parte delle colonne, che compongono le tre navate. La facciata in stile romanico ha un portale principale a tutto sesto, affiancata da una robusta torre campanaria, e al centro in alto presenta un grande oculo. L'interno ha le volte a crociera costolonate, diviso in tre navate da pilastri con arcate a tutto sesto, l'altare è preceduto da un arco trionfale, l'abside semicircolare reca tracce di affreschi duecenteschi.

### Lago della Valle Volturno
Sì trova al confine con Castel San Vincenzo e Rocchetta. Si tratta di un lago artificiale realizzato negli anni '50, sbarrando il fiume Volturno, alimentato anche dalle acque dei torrenti di Alfedena e Barrea; il lago ha anche una centrale idroelettrica per alimentare i comuni vicini di Pizzone, Rocchetta, Colli.
Oltre alla funzione industriale, il lago si trova nel complesso delle Mainarde, ed è una valida attrazione turistica, con chalet, attrezzature per la pesca, il camping, l'equitazione.

## Società

### Evoluzione demografica
Abitanti censiti

## Amministrazione
Di seguito è presentata una tabella relativa alle amministrazioni che si sono succedute in questo comune.
| Periodo         | Periodo         | Primo cittadino         | Partito                     | Carica      | Note  |
| --------------- | --------------- | ----------------------- | --------------------------- | ----------- | ----- |
| 22 luglio 1985  | 16 giugno 1990  | Giovanni Ferritto       | Democrazia Cristiana        | Sindaco     | [ 7 ] |
| 18 giugno 1990  | 24 aprile 1995  | Roberto Izzi            | Partito Socialista Italiano | Sindaco     | [ 7 ] |
| 24 aprile 1995  | 13 giugno 1999  | Antonio Mazzocco        | lista civica                | Sindaco     | [ 7 ] |
| 13 giugno 1999  | 16 maggio 2005  | Antonio Nicola Mazzocco | lista civica                | Sindaco     | [ 7 ] |
| 16 maggio 2005  | 15 giugno 2005  | Giovanna Fraraccio      |                             | Comm. pref. | [ 7 ] |
| 15 giugno 2005  | 28 maggio 2006  | Giuseppina Ferri        |                             | Comm. pref. | [ 7 ] |
| 28 maggio 2006  | 4 novembre 2008 | Antonio Nicola Mazzocco | lista civica                | Sindaco     | [ 7 ] |
| 4 novembre 2008 | 8 giugno 2009   | Stefano Conti           |                             | Comm. pref. | [ 7 ] |
| 8 giugno 2009   | 26 maggio 2014  | Vincenzo Iannarelli     | lista civica                | Sindaco     | [ 7 ] |
| 26 maggio 2014  | in carica       | Remo Di Ianni           | Finalmente Cerro            | Sindaco     | [ 7 ] |

## Sport
Il paese ha una squadra di calcio, l'A.S.D. Volturnia, che milita nel campionato di prima categoria molisana e disputa le gare interne presso lo Stadio Comunale Mario Di Ianni. In passato la squadra principale era la Cerrese.